# Randazzo
Randazzo är en ort och kommun i storstadsregionen Catania, innan 2015 provinsen Catania, i regionen Sicilien i sydvästra Italien. Kommunen hade 10 763 invånare (2017).